# Église Saint-Sauveur de Coucy-le-Château-Auffrique
L'église Saint-Sauveur est une église située à Coucy-le-Château-Auffrique, dans le département de l'Aisne.

## Description

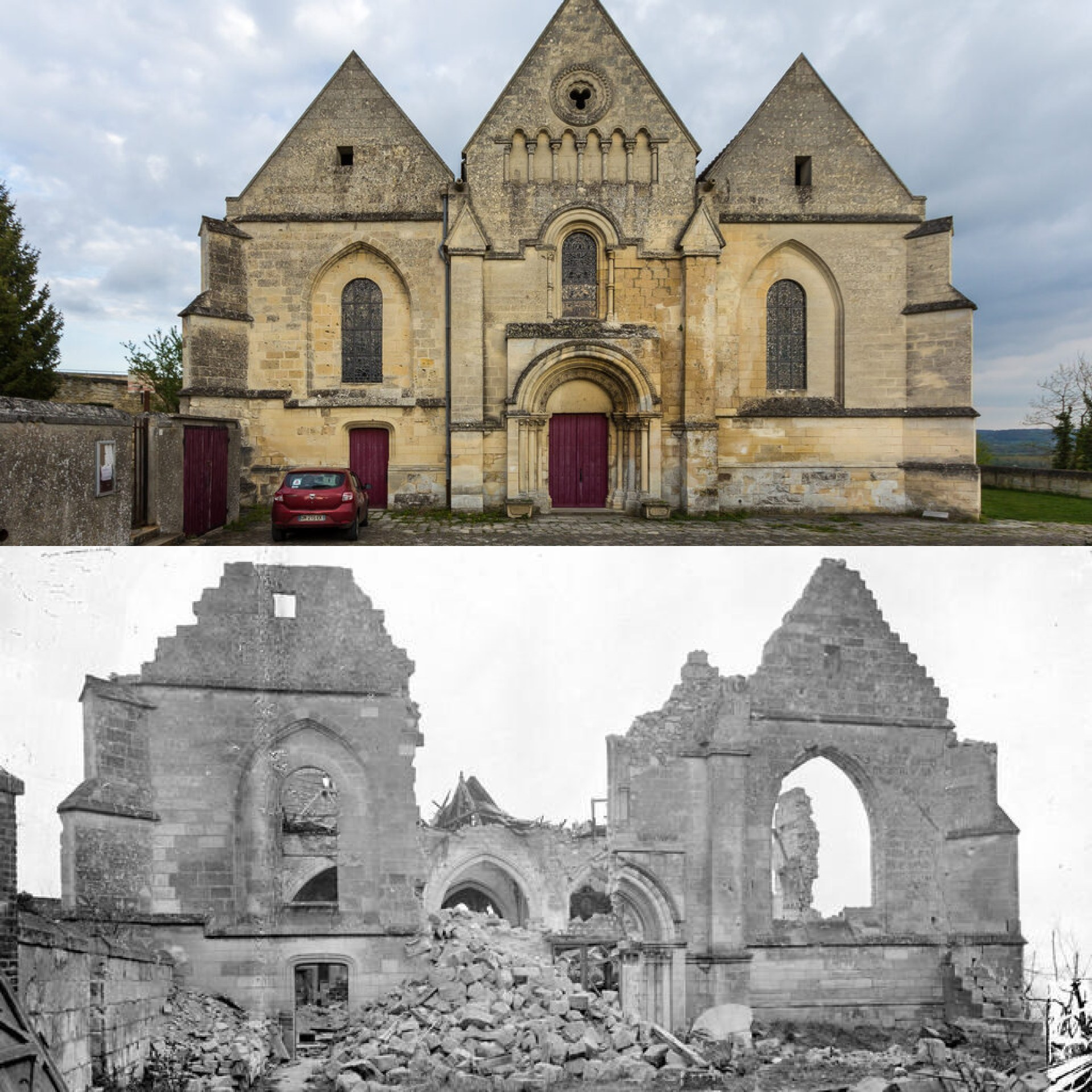
L'église de Coucy vue du parvis, 2007 et 1917.

Les origines de l’église Saint-Sauveur remontent au XIIe siècle (partie centrale de la façade, portail style roman). Remaniée à plusieurs reprises, détruite en 1917, classée « Monument Historique », l’Église Saint Sauveur a été reconstruite à l’identique.
Les magnifiques vitraux de facture moderne ont été créés par Mazetier et Delange en 1936. Ils constituent une Bible en image avec l’Ancien et le Nouveau Testament. Un vitrail, celui de Jean, a participé à l’exposition universelle de Paris en 1937. Deux vitraux rappellent l’histoire de Coucy, d’Enguerrand II et de ses enfants égarés. La faible luminosité est due à la teinte grise des vitraux, émaillée de couleurs vives, qui s’illuminent sous le soleil. Elle traduit le passage de l’ombre à la lumière.
Les fonts baptismaux romans du XIe siècle sont remarquables. Ils sont sculptés dans du marbre noir veiné de bleu. Les sculptures, finement ciselées, représentent des motifs végétaux, des petits animaux, des personnages et de très jolis visages.
Le chœur  et le transept de l’église datent du XIIIe siècle et n’ont pas été détruits en 1917. L’ajout du 2e transept et des 2 collatéraux au XVIe siècle en fait une « église halle ». À noter : l’architecture très riche des 3 voûtes et l’alternance  de piles fortes et faibles dans la nef. Les chapiteaux de style gothique inspirés de l’Art Roman représentent des plantes, des fruits, des petits animaux, mais cachent parfois quelque chose d’insolite à découvrir. Le Chemin de  Croix réalisé par Hector de Pettigny en 1950 est une fresque moderne sur ciment. Les teintes employées restent douces et ne correspondent pas à l’agressivité des souffrances. Autres éléments remarquables : le retable en bois sculpté, les 2 autels, la chaire.
Campée à l’extrémité de l’éperon rocheux et proche de la Tour de la Porte de Soissons, l’église Saint-Sauveur offre une vue dominante sur la plaine et constituait autrefois un point d’appui militaire solidement organisé. C’était une annexe de la célèbre Abbaye de Nogent.

## Historique
Le monument est classé au titre des monuments historiques en 1920.